# 772 Tanete
772 Tanete
772 Tanete là một tiểu hành tinh ở vành đai chính, có đường kính là khoảng 117.66 km. Nó được A. Massinger phát hiện ngày 19.12.1913 ở Heidelberg và có lẽ được đặt theo tên thành phố Tanete trên đảo Sulawesi của Indonesia.